# Druvfläder
Druvfläder (Sambucus racemosa), även kallad druvhyll är en växtart i familjen desmeknoppsväxter. Det är en buske eller ett litet träd, som mest 4 meter högt. Märgen i kvistarna är brun (till skillnad från den äkta fläderns som är vit).
Blommorna har fem gulgröna kronblad. Dessa sitter i en oregelbunden blomställning som tenderar till äggformig.
Frukten är röd och giftig, men det mesta av toxinerna försvinner vid upphettning. Den ser ut som ett bär, men är egentligen en 3-fröig stenfrukt.

## Underarter

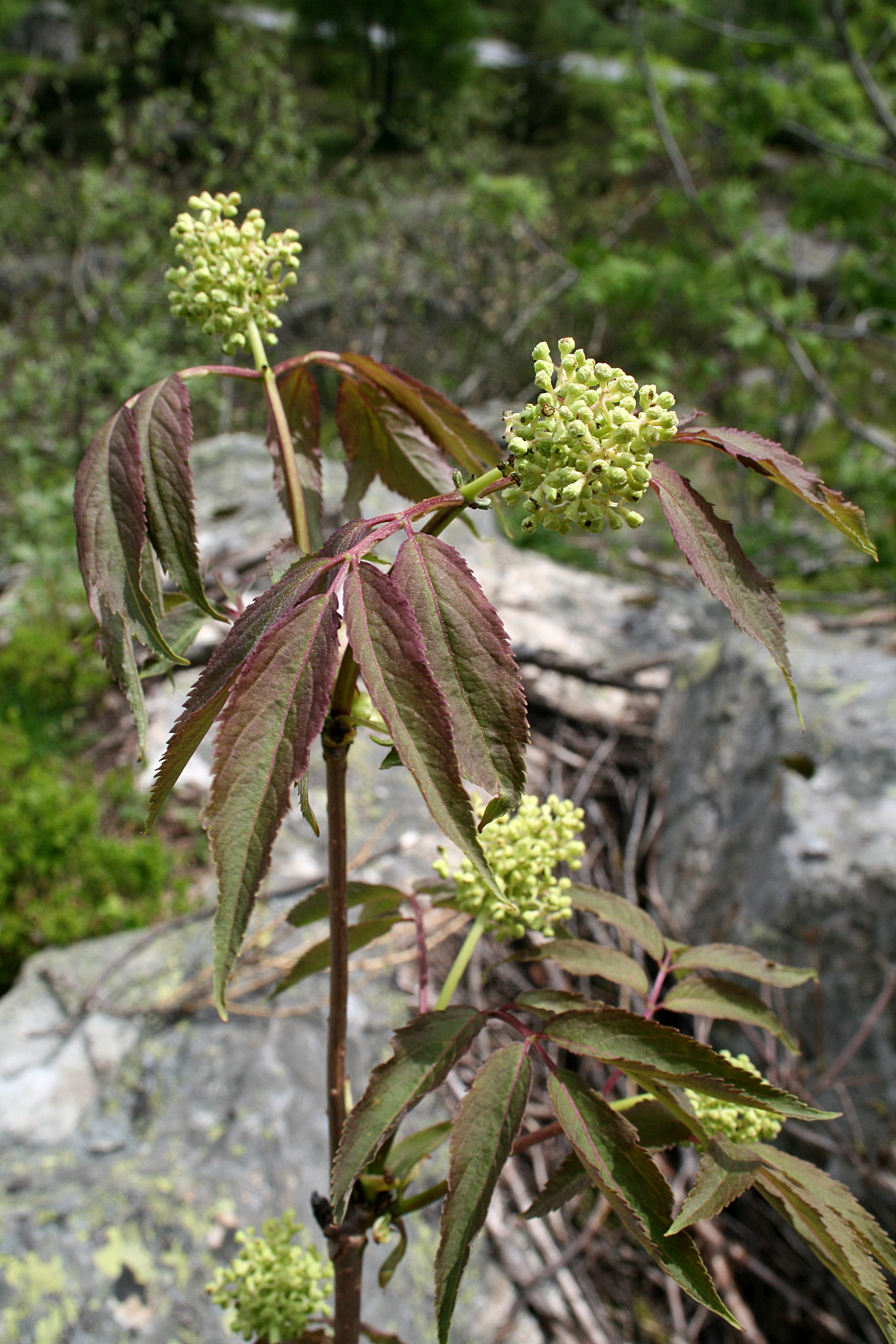
Blomställningar och blad.

Druvfläder är mångformig och delas in i ett antal underarter och varieteter:
- subsp. kamtschatica
- subsp. pubens (amerikansk druvfläder)
  - var. arborescens
  - var. melanocarpa
  - var. microbotrys 
  - var. pubens
- subsp. racemosa
- subsp. sibirica
- subsp. sieboldiana (japansk druvfläder)
  - f. nakaiana
  - f.  sieboldiana
  - f.  stenophylla

## Sorter
- fk Harpefoss - fröplantor från utvalda buskar som ger en enhetlig, arttypisk avkomma.

Flikbladig druvfläder  (Flikbladiga Gruppen)
- 'Plumosa' - har djupt skurna delblad.
- 'Plumosa Aurea' - liknar 'Plumosa', men unga blad är gula, de övergår i grönt runt midsommar.
- 'Goldenlocks'(syn. 'Golden Locks') - liknar 'Sutherland Golden', men blir endast 90 cm hög.
- 'Sutherland Golden' (syn. 'Sutherland Gold') - har djupt skurna gula blad som håller färgen över säsongen.
- 'Tenuifolia' - svagväxande sort med ormbunkslika blad.

### Webbkällor
- Den virtuella floran
- Wikimedia Commons har media som rör Druvfläder.